# Sant Roc de Sant Martí de Riucorb
Sant Roc de Sant Martí de Riucorb és una església de Sant Martí de Riucorb (Urgell) inclosa a l'Inventari del Patrimoni Arquitectònic de Catalunya.

## Descripció
És una ermita d'època barroca que actualment es troba en un estat d'abandonament ruïnós. De les seves restes deduïm una planta basilical de nau única amb un petit transsepte. Anteriorment existia una coberta de cúpula lleugerament el·líptica al creuer i coberta de volta de canó amb arcs torals peraltats re reforç estructural.
És una capella fruit de successives intervencions i reformes. Davant l'església hi ha un atri porticat lleugerament descentrat on antigament hi havia situat el cor. Tota l'església és envoltada per un ràfec. Com a elements decoratius, entre les ruïnes trobem pilastres i cornises que decoraven els murs i mostres de policromia.

## Història
Les primeres notícies històriques es localitzen al testament de l'any 1607 de Montserrat Blanch. La primitiva esglesiola de Sant Roc fou construïda fruit de la voluntat d'aquesta senyora. Al 1691 hi hagué una modificació de la capella on ja hi apareix una nova advocació, a Sant Sebastià. Les grans reformes vingueren propiciades per la família Torrent el 1734, quan el rector Roc Torrent inicià una reconstrucció total. Aquestes obres finalitzaren l'any 1737, amb la casa de l'ermità construïda al costat.
El 1788 l'església només tenia un altar i l'arquebisbe de Tarragona la va fer tancar. El 1795 Anton Torrent i torrent la va fer restaurar. Un cop el llinatge desaparegué, l'ermita entrà en decadència malgrat ser el panteó familiar dels Torrent. Va patir els aldarulls de la guerra civil.